# Atanas Zehirov
Atanas Cankov Zehirov (in bulgaro Атанас Цанков Зехиров?; Kočan, 13 febbraio 1989) è un calciatore bulgaro, centrocampista svincolato.

## Carriera
Zehirov nasce nel piccolo paese di Kočan in Bulgaria. Entra a far parte delle giovanili del CSKA Sofia, squadra con cui segna il suo primo goal ufficiale il 13 giugno 2009, contro il Lokomotiv Mezdra.
Ha giocato varie partite con l'Under-19 e con l'Under-21 bulgara.
Ha debuttato poi con la nazionale maggiore nel 2017.

## Palmarès

### Club

#### Competizioni nazionali
- Campionato bulgaro: 1

CSKA Sofia: 2007-2008
- Coppa di Bulgaria: 1

Beroe: 2012-2013
- Supercoppa di Bulgaria: 1

Beroe: 2013